# ليونيل بيكو
ليونيل بيكو (بالإسبانية: Leonel Picco) هو لاعب كرة قدم أرجنتيني في مركز الوسط، ولد في 22 أكتوبر 1998 في وايلد في الأرجنتين. لعب مع أرسنال ساراندي.

## وصلات خارجية
- ليونيل بيكو على موقع قاعدة بيانات كرة القدم.إي يو (الإنجليزية)
- ليونيل بيكو على موقع Soccerway.com (الإنجليزية)